# سلطان الحبشی
سلطان الحبشی (انگلیسی: Sultan Al-Hebshi؛ زادهٔ ۳۱ ژانویهٔ ۱۹۸۵) پرتاب‌گر وزنه اهل عربستان سعودی است.